# Tenkasu

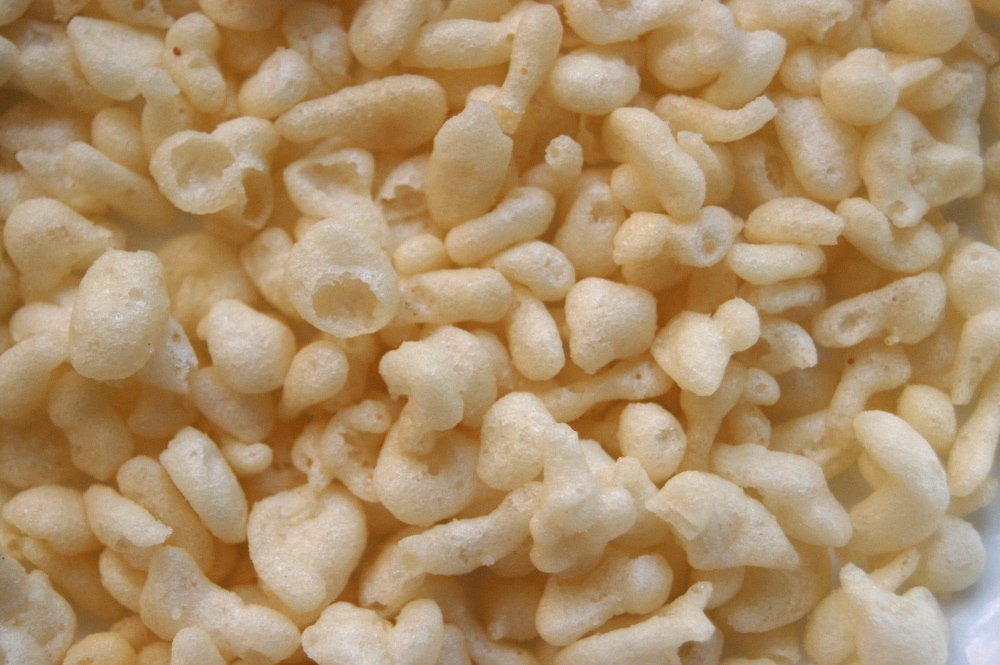
Nahaufnahme von Tenkasu

Tenkasu (jap. 天かす) ist das, was nach der Zubereitung von Tempura übrig bleibt: frittierter Tempurateig.
In der japanischen Küche wird Tenkasu zum Beispiel für die Zubereitung von Takoyaki und Okonomiyaki benutzt.